# Little Princess
Little Princess er en historisk sukkerplantage nordvest for Christiansted på Sankt Croix i de Amerikanske Jomfruøer. Plantagens første ejer var Frederik von Moth i 1738 og omfatter i dag 24 acres (knap 10 hektar) ud af de 200 acres (cirka 80 ha), den oprindeligt bestod af. Plantagen er optaget på det amerikanske National Register of Historic Places i 1980. Siden 2011 har den været ejet af The Nature Conservancy og fungerer som hovedkvarter for programmet for Østcaribien/Jomfruøerne. Plantagen er lavet til naturreservat, og der arrangeres ture med fokus på historien på stedet.
Der findes en række bygninger på plantagen, herunder hovedbygningen fra 1800-tallet og det gamle danske hospital, der begge er delvist restaureret. Derudover findes en række ruiner fra perioden, hvor der var sukke- og romproduktion på stedet.